# Souhvězdí Jeřába
Jeřáb je jedno z 88 souhvězdí moderní astronomie, leží na jižní obloze. Zavedli ho nizozemští mořeplavci Pieter Dirkszoon Keyser a Frederick de Houtman. Johann Bayer ho v roce 1603 zobrazil ve svém atlase Uranometrie a pomohl tak jeho rozšíření.
Je jedním ze čtyř „jižních ptáků“, souhvězdí jižní oblohy pojmenovaných po ptácích, a jako jediný z nich je skutečně výrazný. Nachází se v něm několik středně jasných až jasnějších hvězd. Nemá mytologický původ. V Egyptě býval jeřáb symbolem astronomů, zřejmě pro svůj vysoký let.

## Hvězdy
| Hvězda | Jméno     | Hvězdná velikost |
| ------ | --------- | ---------------- |
| α Gru  | Alnair    | 1,71m            |
| β Gru  | β Gru     | 2,07m            |
| γ Gru  | Al Dhanab | 3m               |

Nejjasnější hvězda je Alfa Gruis s názvem Alnair či Al Nair, což znamená „jasná hvězda“ či „velmi jasný“. Má jasnost 1,71 mag a leží ve vzdálenosti 65 světelných let. Je modrobílá, zatímco Beta Gruis je žhavě oranžová. Od bety se táhne šňůrka slabších hvězd ležících téměř na přímce až k hvězdě Gama. Gama je s hvězdnou velikostí 3,2 třetí nejjasnější hvězda v souhvězdí. Delta Gru a Mí Gru jsou dvojhvězdy s dostatečným odstupem svých složek, aby je bylo možné rozlišit i pouhým okem. V obou případech jsou to však optické dvojhvězdy, jejichž složky spolu fyzikálně navájem nijak nesouvisí. Ačkoli jsou téměř v zákrytu, ve skutečnosti leží velmi daleko za sebou. Obě dvojhvězdy se nacházejí na krku Jeřába a naznačují směr jeho letu. Úhlový odstup složek Delta Gruis je přes 12 obloukových minut. Jejími složkami jsou obři s magnitudou 4, přičemž jeden je žlutý a druhý červený. Mí Gruis je taktéž pár obrů s magnitudami 5. Skutečnou dvojhvězdou, kterou rozliší až 5cm dalekohled, je Théta Gruis. Její složky mají jasnost 4,5 a 7,0 mag a leží od sebe v odstupu 14″.
Souhvězdí obsahuje dvě proměnné hvězdy, kterou jsou v čase maxima snadno pozorovatelné i v triedru: hvězdu R (rektascenze = 21h 48,5′, deklinace = −46°55′) a S (rektascenze = 22h 26,1′, deklinace = −48°26′). R má periodu změn jasnosti 332 dní a rozsah těchto změn je od 7,4 do 14,9 mag. S 401 dní jasnost od 6,0 do 15,0 mag.

## Objekty
Souhvězdí je oblast chudá na hvězdy a jiné objekty. Nachází se v něm sice mnoho galaxií, ale žádná z nich nemá celkovou magnitudu více než 10. Na jejich rozeznání bychom potřebovali větší amatérský dalekohled. Mezi ty jasnější patří například spirálové galaxie NGC 7410, NGC 7424, NGC 7552 a NGC 7590. Všechny čtyři objekty jsou v severozápadní části souhvězdí.

## Poloha
Souhvězdí je možné nalézt pod souhvězdím Jižní ryby a jeho jasnou hvězdou Fomalhaut a nad Tukanem. Má poměrně velkou zápornou deklinaci, a proto ve středoevropských zeměpisných šířkách vystupuje nad obzor jen jeho malá severní část. O půlnoci kulminuje okolo 10. září. Celé je viditelné až pro obyvatele severní Afriky od 33. stupně severní šířky.